# Антике Кверче (Бергамо)
Антике Кверче је насеље у Италији у округу Бергамо, региону Ломбардија.
Према процени из 2011. у насељу је живело 25 становника. Насеље се налази на надморској висини од 347 м.